# Liste der Einträge im National Register of Historic Places in Southeast Portland
Liste der Einträge im National Register of Historic Places in Southeast Portland (Oregon) in das National Register of Historic Places eingetragenen Gebäude, Bauwerke, Objekte, Stätten oder historischen Distrikte.

## Auflistung
| [ 1 ] | Name                                                                             | Bild                                                     | Eintragsdatum                 | Lage | Ort | Beschreibung                                                                    |
| ----- | -------------------------------------------------------------------------------- | -------------------------------------------------------- | ----------------------------- | --- | --- | ------------------------------------------------------------------------------- |
| 1     | H. Russell Albee House                                                           | weitere Bilder                                           | 22. Okt. 1992 ID-Nr. 92001332 | 3360 SE Ankeny Street 45° 31′ 19,2″ N, 122° 37′ 43,1″ W |     |                                                                                 |
| 2     | Arleta Branch Library                                                            | weitere Bilder                                           | 15. März 2016 ID-Nr. 16000088 | 4420 SE 64th Avenue 45° 29′ 25,7″ N, 122° 35′ 49,5″ W |     |                                                                                 |
| 3     | Auto Freight Transport Building of Oregon and Washington                         | weitere Bilder                                           | 30. Juni 2005 ID-Nr. 05000641 | 1001 SE Water Avenue 45° 30′ 55,7″ N, 122° 39′ 58″ W |     |                                                                                 |
| 4     | Louis J. Bader House and Garden                                                  | Louis J. Bader House and Garden                          | 30. Okt. 1989 ID-Nr. 89001856 | 3604 SE Oak Street 45° 31′ 11,9″ N, 122° 37′ 37,5″ W |     |                                                                                 |
| 5     | Bagdad Theatre                                                                   | weitere Bilder                                           | 8. März 1989 ID-Nr. 89000099  | 3702–3726 SE Hawthorne Boulevard 45° 30′ 42,5″ N, 122° 37′ 31,6″ W                                                                                               |     |                                                                                 |
| 6     | Barber Block                                                                     | weitere Bilder                                           | 15. Feb. 1977 ID-Nr. 77001109 | 532–538 SE Grand Avenue 45° 31′ 7,7″ N, 122° 39′ 37,4″ W |     |                                                                                 |
| 7     | Gustave Bartman House                                                            | Gustave Bartman House                                    | 8. März 1989 ID-Nr. 89000098  | 1817 SE 12th Avenue 45° 30′ 35,1″ N, 122° 39′ 14,1″ W |     |                                                                                 |
| 8     | Blake McFall Company Building                                                    | Blake McFall Company Building                            | 9. März 1990 ID-Nr. 90000371  | 215 SE Ankeny Street 45° 31′ 20,9″ N, 122° 39′ 47,6″ W |     |                                                                                 |
| 9     | USS Blueback (submarine)                                                         | weitere Bilder                                           | 18. Sep. 2008 ID-Nr. 08000947 | Ostufer des Willamette River, 1495 SE Water Avenue 45° 30′ 28,2″ N, 122° 40′ 0,7″ W                                                                              |     | Ehemaliges U-Boot der Barbel-Klasse, beim Oregon Museum of Science and Industry |
| 10    | William E. Brainard House                                                        | William E. Brainard House                                | 1. März 1979 ID-Nr. 79002128  | 5332 SE Morrison Street 45° 31′ 2,3″ N, 122° 36′ 29,1″ W |     | Erbaut 1888                                                                     |
| 11    | Buckler–Henry House                                                              | Buckler–Henry House                                      | 12. Feb. 1980 ID-Nr. 80003358 | 2324 SE Ivon Street 45° 30′ 14″ N, 122° 38′ 31,2″ W |     | Erbaut 1891                                                                     |
| 12    | Philip Buehner House                                                             | Philip Buehner House                                     | 24. Okt. 1980 ID-Nr. 80003359 | 5511 SE Hawthorne Boulevard 45° 30′ 43,4″ N, 122° 36′ 22,9″ W |     |                                                                                 |
| 13    | Burnside Bridge                                                                  | Burnside Bridge                                          | 14. Nov. 2012 ID-Nr. 12000931 | Über dem Willamette River bei Strommeile 12,7 45° 31′ 22,9″ N, 122° 40′ 3,5″ W                                                                                   |     |                                                                                 |
| 14    | Burrell Heights Apartments                                                       | Burrell Heights Apartments                               | 21. Feb. 1997 ID-Nr. 97000120 | 2903–2919 SE Clay Street 45° 30′ 40,9″ N, 122° 38′ 9,4″ W |     |                                                                                 |
| 15    | Walter F. Burrell House                                                          | Walter F. Burrell House                                  | 25. Okt. 1990 ID-Nr. 90001593 | 2610 SE Hawthorne Boulevard 45° 30′ 41,9″ N, 122° 38′ 19,5″ W |     |                                                                                 |
| 16    | Samuel Cobb House                                                                | Samuel Cobb House                                        | 20. Mai 1999 ID-Nr. 99000607  | 1314 SE 55th Avenue 45° 30′ 47,7″ N, 122° 36′ 22,9″ W |     |                                                                                 |
| 17    | John Deere Plow Company Building                                                 | weitere Bilder                                           | 8. März 1989 ID-Nr. 89000097  | 215 SE Morrison Street 45° 31′ 3,2″ N, 122° 39′ 48″ W |     |                                                                                 |
| 18    | Douglas Building                                                                 | Douglas Building                                         | 8. März 1989 ID-Nr. 89000096  | 3525–3541 SE Hawthorne Boulevard 45° 30′ 44″ N, 122° 37′ 40,7″ W                                                                                                 |     |                                                                                 |
| 19    | Edward D. Dupont House                                                           | Edward D. Dupont House                                   | 8. März 1989 ID-Nr. 89000095  | 3326 SE Main Street 45° 30′ 48,2″ N, 122° 37′ 49,3″ W |     |                                                                                 |
| 20    | East Portland Branch, Public Library of Multnomah County                         | East Portland Branch, Public Library of Multnomah County | 8. Sep. 1987 ID-Nr. 87001491  | 1110 SE Alder Street 45° 31′ 3,8″ N, 122° 39′ 15,5″ W |     | Erbaut 1911, Architekt: A.E. Doyle                                              |
| 21    | East Portland Grand Avenue Historic District                                     | weitere Bilder                                           | 4. März 1991 ID-Nr. 91000126  | Entlang SE Grand Avenue und zwischen SE Martin Luther King Jr. Boulevard, SE Ankeny Street, SE 7th Avenue sowie SE Main Street. 45° 31′ 4,3″ N, 122° 39′ 38,8″ W |     |                                                                                 |
| 22    | Enterprise Planing Mill                                                          | Enterprise Planing Mill                                  | 2. März 2006 ID-Nr. 06000097  | 50 SE Yamhill Street 45° 30′ 56,2″ N, 122° 39′ 55,8″ W |     |                                                                                 |
| 23    | Eugenia Apartments                                                               | Eugenia Apartments                                       | 8. März 1989 ID-Nr. 89000094  | 1314 SE Salmon Street 45° 30′ 50,9″ N, 122° 39′ 7,9″ W |     |                                                                                 |
| 24    | Franklin W. Farrer House                                                         | Franklin W. Farrer House                                 | 8. März 1989 ID-Nr. 89000093  | 2706 SE Yamhill Street 45° 30′ 55,8″ N, 122° 38′ 16,5″ W |     |                                                                                 |
| 25    | William D. Fenton House                                                          | William D. Fenton House                                  | 29. Aug. 1979 ID-Nr. 79002145 | 626 SE 16th Avenue 45° 31′ 5,3″ N, 122° 38′ 57,5″ W |     |                                                                                 |
| 26    | Thaddeus Fisher House                                                            | Thaddeus Fisher House                                    | 8. März 1989 ID-Nr. 89000092  | 913–915 SE 33rd Avenue 45° 30′ 58,3″ N, 122° 37′ 52,6″ W |     |                                                                                 |
| 27    | Frances Building and Echo Theater                                                | Frances Building and Echo Theater                        | 28. Jan. 1994 ID-Nr. 93001566 | 3628–3646 SE Hawthorne Boulevard 45° 30′ 42,5″ N, 122° 37′ 33,8″ W                                                                                               |     |                                                                                 |
| 28    | Frigidaire Building                                                              | Frigidaire Building                                      | 8. März 1989 ID-Nr. 89000091  | 230 E Burnside Street 45° 31′ 21,8″ N, 122° 39′ 46,9″ W |     |                                                                                 |
| 29    | Gatehouse, Portland City Reservoir No. 2                                         | weitere Bilder                                           | 1. Juni 1990 ID-Nr. 90000834  | 6007 SE Division Street 45° 30′ 20″ N, 122° 36′ 5,1″ W |     |                                                                                 |
| 30    | Genoa Building                                                                   | weitere Bilder                                           | 13. Juni 1997 ID-Nr. 97000580 | 2832 SE Belmont Street 45° 30′ 58,6″ N, 122° 38′ 10,8″ W |     |                                                                                 |
| 31    | Elizabeth B. Gowanlock House                                                     | Elizabeth B. Gowanlock House                             | 8. März 1989 ID-Nr. 89000089  | 808 SE 28th Avenue 45° 31′ 1,1″ N, 122° 38′ 12,6″ W |     |                                                                                 |
| 32    | Thomas Graham Building                                                           | Thomas Graham Building                                   | 5. März 1992 ID-Nr. 92000134  | 6031 SE Stark Street 45° 31′ 9,8″ N, 122° 36′ 5,9″ W |     |                                                                                 |
| 33    | Grand Central Public Market                                                      | weitere Bilder                                           | 15. Nov. 2006 ID-Nr. 06001034 | 808 SE Morrison Street 45° 31′ 0,7″ N, 122° 39′ 25,8″ W |     |                                                                                 |
| 34    | Harry A. and Ada Green House                                                     | weitere Bilder                                           | 30. Sep. 2013 ID-Nr. 13000805 | 3316 SE Ankeny Street 45° 31′ 18,5″ N, 122° 37′ 45,5″ W |     |                                                                                 |
| 35    | Hawthorne Bridge                                                                 | weitere Bilder                                           | 14. Nov. 2012 ID-Nr. 12000932 | Über dem Willamette River bei Strommeile 13,1 45° 30′ 47,5″ N, 122° 40′ 15,4″ W                                                                                  |     |                                                                                 |
| 36    | Rachel Louise Hawthorne House                                                    | Rachel Louise Hawthorne House                            | 8. März 1989 ID-Nr. 89000090  | 1007 SE 12th Avenue 45° 30′ 56,3″ N, 122° 39′ 14″ W |     |                                                                                 |
| 37    | Herschell–Spillman Noah's Ark Carousel                                           | weitere Bilder                                           | 26. Aug. 1987 ID-Nr. 87001380 | 5 SE Spokane Street 45° 28′ 21,9″ N, 122° 39′ 43,7″ W |     |                                                                                 |
| 38    | James Hickey House                                                               | James Hickey House                                       | 17. Okt. 1990 ID-Nr. 90001514 | 6719 SE 29th Avenue 45° 28′ 27,5″ N, 122° 38′ 1,4″ W |     |                                                                                 |
| 39    | William B. Holden House                                                          | William B. Holden House                                  | 20. Mai 1999 ID-Nr. 99000605  | 6347 SE Yamhill Street 45° 30′ 53,7″ N, 122° 35′ 57,4″ W |     |                                                                                 |
| 40    | International Harvester Company Warehouse                                        | International Harvester Company Warehouse                | 8. März 1989 ID-Nr. 89000088  | 79 SE Taylor Street 45° 30′ 55,1″ N, 122° 39′ 54,2″ W |     |                                                                                 |
| 41    | Italian Gardeners and Ranchers Association Market Building                       | weitere Bilder                                           | 8. März 1989 ID-Nr. 89000087  | 1305–1337 SE Martin Luther King Jr. Boulevard 45° 30′ 47,9″ N, 122° 39′ 44,3″ W                                                                                  |     |                                                                                 |
| 42    | Jacobs–Wilson House                                                              | Jacobs–Wilson House                                      | 10. Dez. 1981 ID-Nr. 81000516 | 6461 SE Thorburn Street 45° 31′ 15″ N, 122° 35′ 50,6″ W |     |                                                                                 |
| 43    | Jones Cash Store                                                                 | weitere Bilder                                           | 4. Okt. 2005 ID-Nr. 05001148  | 111 SE Belmont Street 45° 31′ 0,8″ N, 122° 39′ 52,2″ W |     |                                                                                 |
| 44    | Clarence H. Jones House                                                          | Clarence H. Jones House                                  | 8. März 1989 ID-Nr. 89000085  | 1834 SE Ankeny Street 45° 31′ 19,2″ N, 122° 38′ 48,1″ W |     |                                                                                 |
| 45    | Joseph Kendall House                                                             | Joseph Kendall House                                     | 29. Aug. 1979 ID-Nr. 79002134 | 3908–3916 SE Taggart Street 45° 30′ 8,7″ N, 122° 37′ 20,3″ W |     |                                                                                 |
| 46    | F. M. Knight Building                                                            | F. M. Knight Building                                    | 8. März 1989 ID-Nr. 89000086  | 3300 SE Belmont Street 45° 30′ 58,7″ N, 122° 37′ 50,6″ W |     |                                                                                 |
| 47    | Nettie Krouse Fourplex                                                           | Nettie Krouse Fourplex                                   | 8. März 1989 ID-Nr. 89000084  | 2106–2112 SE Main Street 45° 30′ 48,3″ N, 122° 38′ 39,2″ W |     |                                                                                 |
| 48    | Henry Kuehle Investment Property                                                 | Henry Kuehle Investment Property                         | 8. März 1989 ID-Nr. 89000083  | 201–213 SE 12th Avenue 45° 31′ 16,7″ N, 122° 39′ 13,9″ W |     |                                                                                 |
| 49    | Ladd's Addition Historic District                                                | weitere Bilder                                           | 31. Aug. 1988 ID-Nr. 88001310 | Zwischen SE Division Street, SE Hawthorne Boulevard und SE 12th sowie 20th Avenues 45° 30′ 30,7″ N, 122° 38′ 57,9″ W                                             |     |                                                                                 |
| 50    | Laurelhurst Manor Apartments                                                     | Laurelhurst Manor Apartments                             | 3. Okt. 1996 ID-Nr. 96001069  | 3100 SE Ankeny Street 45° 31′ 18,8″ N, 122° 37′ 58″ W |     |                                                                                 |
| 51    | Laurelhurst Park                                                                 | weitere Bilder                                           | 16. Feb. 2001 ID-Nr. 01000134 | 3554 SE Ankeny Street 45° 31′ 16,6″ N, 122° 37′ 35,4″ W |     |                                                                                 |
| 52    | George P. Lent Investment Properties                                             | George P. Lent Investment Properties                     | 8. März 1989 ID-Nr. 89000082  | 1921–1927 SE 7th Avenue and 621–637 SE Harrison Street 45° 30′ 32″ N, 122° 39′ 32,6″ W                                                                           |     |                                                                                 |
| 53    | Lone Fir Cemetery                                                                | weitere Bilder                                           | 16. Aug. 2007 ID-Nr. 07000824 | 2115 SE Morrison Street 45° 31′ 5″ N, 122° 38′ 32″ W |     | Friedhof, vermutlich seit 1846.                                                 |
| 54    | Claude Hayes Miller House                                                        | Claude Hayes Miller House                                | 20. Mai 1999 ID-Nr. 99000606  | 13051 SE Claybourne Street 45° 28′ 30″ N, 122° 31′ 43,5″ W |     |                                                                                 |
| 55    | Mizpah Presbyterian Church of East Portland                                      | Mizpah Presbyterian Church of East Portland              | 19. Mai 1983 ID-Nr. 83002174  | 2456–2462 SE Tamarack Avenue 45° 30′ 18,8″ N, 122° 38′ 48,5″ W                                                                                                   |     |                                                                                 |
| 56    | Wilhelmina Mohle House                                                           | Wilhelmina Mohle House                                   | 8. März 1989 ID-Nr. 89000081  | 734 SE 34th Avenue 45° 31′ 2,3″ N, 122° 37′ 45,4″ W |     |                                                                                 |
| 57    | Monastery of the Precious Blood                                                  | weitere Bilder                                           | 14. Feb. 1985 ID-Nr. 85000294 | 1208 SE 76th Avenue 45° 30′ 50,9″ N, 122° 35′ 5″ W |     |                                                                                 |
| 58    | Morrison Bridge                                                                  | weitere Bilder                                           | 14. Nov. 2012 ID-Nr. 12000933 | Über dem Willamette River bei Strommeile 12,8 45° 31′ 4,4″ N, 122° 40′ 10,9″ W                                                                                   |     |                                                                                 |
| 59    | Mount Tabor Park                                                                 | weitere Bilder                                           | 22. Sep. 2004 ID-Nr. 04001065 | Etwa zwischen SE Division Street, SE 60th Avenue, SE Yamhill Street und SE Mountainview Drive 45° 30′ 42,8″ N, 122° 35′ 39,5″ W                                  |     |                                                                                 |
| 60    | Mount Tabor Park Reservoirs Historic District                                    | Mount Tabor Park Reservoirs Historic District            | 15. Jan. 2004 ID-Nr. 03001446 | 1900 SE Reservoir Loop 45° 30′ 40,1″ N, 122° 35′ 47″ W |     |                                                                                 |
| 61    | William O. Munsell House                                                         | William O. Munsell House                                 | 8. März 1989 ID-Nr. 89000080  | 1507 SE Alder Street 45° 31′ 5,2″ N, 122° 39′ 1,3″ W |     |                                                                                 |
| 62    | Paul C. Murphy House                                                             | Paul C. Murphy House                                     | 28. Feb. 1991 ID-Nr. 91000145 | 3574 E Burnside Street 45° 31′ 22,4″ N, 122° 37′ 33,1″ W |     |                                                                                 |
| 63    | Otto W. and Ida L. Nelson House                                                  | Otto W. and Ida L. Nelson House                          | 2. Aug. 2001 ID-Nr. 01000831  | 203 SE 15th Avenue 45° 31′ 16,7″ N, 122° 39′ 3,1″ W |     |                                                                                 |
| 64    | New Logus Block                                                                  | weitere Bilder                                           | 1. Feb. 1980 ID-Nr. 80003371  | 523–535 SE Grand Avenue 45° 31′ 8″ N, 122° 39′ 39,9″ W |     |                                                                                 |
| 65    | Olympic Cereal Mill                                                              | weitere Bilder                                           | 8. März 1989 ID-Nr. 89000115  | 107 SE Washington Street 45° 31′ 8,5″ N, 122° 39′ 51,4″ W |     |                                                                                 |
| 66    | Oregon Portland Cement Building                                                  | weitere Bilder                                           | 8. März 1989 ID-Nr. 89000114  | 111 SE Madison Street 45° 30′ 47,2″ N, 122° 39′ 52,1″ W |     |                                                                                 |
| 67    | Oriental Apartments                                                              | Oriental Apartments                                      | 15. Okt. 1992 ID-Nr. 92001377 | 3562 SE Harrison Street 45° 30′ 31,1″ N, 122° 37′ 37,9″ W |     |                                                                                 |
| 68    | Osborn Hotel                                                                     | weitere Bilder                                           | 27. März 1980 ID-Nr. 80003373 | 203–207 SE Grand Avenue 45° 31′ 16,9″ N, 122° 39′ 39,6″ W |     |                                                                                 |
| 69    | Palestine Lodge                                                                  | Palestine Lodge                                          | 4. Okt. 2005 ID-Nr. 05001149  | 6401 SE Foster Road 45° 29′ 24,4″ N, 122° 35′ 47,8″ W |     |                                                                                 |
| 70    | Martin Parelius Fourplex                                                         | Martin Parelius Fourplex                                 | 8. März 1989 ID-Nr. 89000112  | 423–439 SE 28th Avenue 45° 31′ 10,1″ N, 122° 38′ 15,2″ W |     |                                                                                 |
| 71    | Charles Piper Building                                                           | Charles Piper Building                                   | 8. März 1989 ID-Nr. 89000111  | 3610–3624 SE Hawthorne Boulevard 45° 30′ 42,7″ N, 122° 37′ 35″ W                                                                                                 |     |                                                                                 |
| 72    | James S. Polhemus House                                                          | James S. Polhemus House                                  | 8. März 1989 ID-Nr. 89000110  | 135 SE 16th Avenue 45° 31′ 17,8″ N, 122° 38′ 59,3″ W |     |                                                                                 |
| 73    | Portland Fire Station No. 7                                                      | weitere Bilder                                           | 8. Mai 1989 ID-Nr. 89000109   | 1036 SE Stark Street 45° 31′ 8,9″ N, 122° 39′ 17,6″ W |     |                                                                                 |
| 74    | Portland Fire Station No. 23                                                     | Portland Fire Station No. 23                             | 8. Mai 1989 ID-Nr. 89000108   | 1917 SE 7th Avenue 45° 30′ 32,6″ N, 122° 39′ 32,6″ W |     |                                                                                 |
| 75    | Portland General Electric Company Station "L" Group                              | weitere Bilder                                           | 2. Dez. 1985 ID-Nr. 85003090  | 1841 SE Water Street 45° 30′ 31,4″ N, 122° 39′ 59,4″ W |     |                                                                                 |
| 76    | Portland Railway, Light and Power Sellwood Division Carbarn Office and Clubhouse | weitere Bilder                                           | 20. Juni 2002 ID-Nr. 02000670 | 8825 SE 11th Avenue 45° 27′ 32,1″ N, 122° 39′ 19,2″ W |     |                                                                                 |
| 77    | Johan Poulsen House                                                              | weitere Bilder                                           | 14. März 1977 ID-Nr. 77001113 | 3040 SE McLoughlin Boulevard 45° 30′ 3,4″ N, 122° 39′ 36,1″ W |     |                                                                                 |
| 78    | Capt. George Raabe House                                                         | Capt. George Raabe House                                 | 8. März 1989 ID-Nr. 89000107  | 1506–1508 SE Taylor Street 45° 30′ 53,5″ N, 122° 39′ 1,4″ W |     |                                                                                 |
| 79    | Jessie M. Raymond House                                                          | Jessie M. Raymond House                                  | 8. März 1989 ID-Nr. 89000106  | 2944 SE Taylor Street 45° 30′ 53,3″ N, 122° 38′ 6,5″ W |     |                                                                                 |
| 80    | Jacques and Amelia Reinhart House                                                | Jacques and Amelia Reinhart House                        | 2. Dez. 1985 ID-Nr. 85003081  | 7821 SE 30th Avenue 45° 28′ 3,7″ N, 122° 37′ 57,8″ W |     |                                                                                 |
| 81    | St. John's Episcopal Church                                                      | weitere Bilder                                           | 27. Dez. 1974 ID-Nr. 74001712 | 455 SE Spokane Street 45° 27′ 55″ N, 122° 39′ 40,9″ W |     |                                                                                 |
| 82    | W. S. Salmon House                                                               | W. S. Salmon House                                       | 21. Jan. 1994 ID-Nr. 93001496 | 923 SE 13th Avenue 45° 30′ 57,8″ N, 122° 39′ 10,4″ W |     |                                                                                 |
| 83    | San Farlando Apartments                                                          | weitere Bilder                                           | 21. Feb. 1997 ID-Nr. 97000122 | 2903–2925 SE Hawthorne Boulevard 45° 30′ 44,2″ N, 122° 38′ 8,9″ W                                                                                                |     |                                                                                 |
| 84    | Santa Barbara Apartments                                                         | weitere Bilder                                           | 8. März 1989 ID-Nr. 89000105  | 2052 SE Hawthorne Boulevard 45° 30′ 42,6″ N, 122° 38′ 40″ W |     |                                                                                 |
| 85    | Leslie M. Scott House                                                            | Leslie M. Scott House                                    | 8. März 1989 ID-Nr. 89000104  | 2936 SE Taylor Street 45° 30′ 53,3″ N, 122° 38′ 7,1″ W |     |                                                                                 |
| 86    | Sellwood Branch YMCA                                                             | Sellwood Branch YMCA                                     | 15. Nov. 2006 ID-Nr. 06001033 | 1436 SE Spokane Street 45° 27′ 53,3″ N, 122° 39′ 4,4″ W |     |                                                                                 |
| 87    | Henry Sensel Building                                                            | Henry Sensel Building                                    | 8. März 1989 ID-Nr. 89000103  | 3556–3562 SE Hawthorne Boulevard 45° 30′ 42,7″ N, 122° 37′ 38,6″ W                                                                                               |     |                                                                                 |
| 88    | John and Sarah Sheffield House                                                   | John and Sarah Sheffield House                           | 1. März 1991 ID-Nr. 91000139  | 4272 SE Washington Street 45° 31′ 6,1″ N, 122° 37′ 4,9″ W |     |                                                                                 |
| 89    | Blaine Smith House                                                               | Blaine Smith House                                       | 19. Juni 1991 ID-Nr. 91000798 | 5219 SE Belmont Street 45° 31′ 0,6″ N, 122° 36′ 32,9″ W |     |                                                                                 |
| 90    | Spokane, Portland and Seattle Railway Steam Locomotive                           | weitere Bilder                                           | 25. Jan. 2006 ID-Nr. 05001557 | Oregon Rail Heritage Center, 2250 SE Water Avenue 45° 30′ 26,3″ N, 122° 39′ 42,6″ W                                                                              |     |                                                                                 |
| 91    | James B. Stephens House                                                          | James B. Stephens House                                  | 21. Feb. 1997 ID-Nr. 97000134 | 1825 SE 12th Avenue 45° 30′ 34,7″ N, 122° 39′ 14,4″ W |     |                                                                                 |
| 92    | Troy Laundry Building                                                            | Troy Laundry Building                                    | 8. März 1989 ID-Nr. 89000102  | 1025 SE Pine Street 45° 31′ 15,4″ N, 122° 39′ 18,7″ W |     |                                                                                 |
| 93    | Herman Vetter House                                                              | Herman Vetter House                                      | 4. Juni 1992 ID-Nr. 92000660  | 5830 SE Taylor Street 45° 30′ 52,2″ N, 122° 36′ 12,4″ W |     |                                                                                 |
| 94    | John M. Wallace Fourplex                                                         | weitere Bilder                                           | 8. Mai 1989 ID-Nr. 89000101   | 3645–3655 SE Yamhill Street 45° 30′ 57,2″ N, 122° 37′ 33,8″ W |     |                                                                                 |
| 95    | Washington High School                                                           | weitere Bilder                                           | 9. Nov. 2015 ID-Nr. 15000779  | 1300 SE Stark Street 45° 31′ 8,1″ N, 122° 39′ 7,7″ W |     |                                                                                 |
| 96    | Alfred Webb Investment Properties                                                | Alfred Webb Investment Properties                        | 8. März 1989 ID-Nr. 89000100  | 822 SE 15th Avenue and 1503–1517 SE Belmont Street 45° 31′ 0,3″ N, 122° 39′ 1″ W                                                                                 |     |                                                                                 |
| 97    | Wells–Guthrie House                                                              | Wells–Guthrie House                                      | 23. Feb. 1990 ID-Nr. 90000278 | 6651 SE Scott Drive 45° 31′ 5,6″ N, 122° 35′ 41,8″ W |     |                                                                                 |
| 98    | Nathaniel West Buildings                                                         | weitere Bilder                                           | 26. Apr. 1984 ID-Nr. 84003095 | 711–719 SE Grand Avenue 45° 31′ 3,3″ N, 122° 39′ 39,7″ W |     |                                                                                 |
| 99    | West's Block                                                                     | weitere Bilder                                           | 10. Okt. 1980 ID-Nr. 80003378 | 701–707 SE Grand Avenue 45° 31′ 4,1″ N, 122° 39′ 39,6″ W |     |                                                                                 |
| 100   | Willamette National Cemetery                                                     | weitere Bilder                                           | 5. Juli 2016 ID-Nr. 16000426  | 11800 SE Mount Scott Boulevard 45° 27′ 43″ N, 122° 32′ 25,7″ W                                                                                                   |     |                                                                                 |
| 101   | Yale Union Laundry Building                                                      | weitere Bilder                                           | 19. Juli 2007 ID-Nr. 07000759 | 800 SE 10th Avenue 45° 31′ 0,6″ N, 122° 39′ 19,3″ W |     |                                                                                 |